# Andrena ventricosa
Andrena ventricosa là một loài Hymenoptera trong họ Andrenidae. Loài này được Dours mô tả khoa học năm 1873.